# Franziska Fink

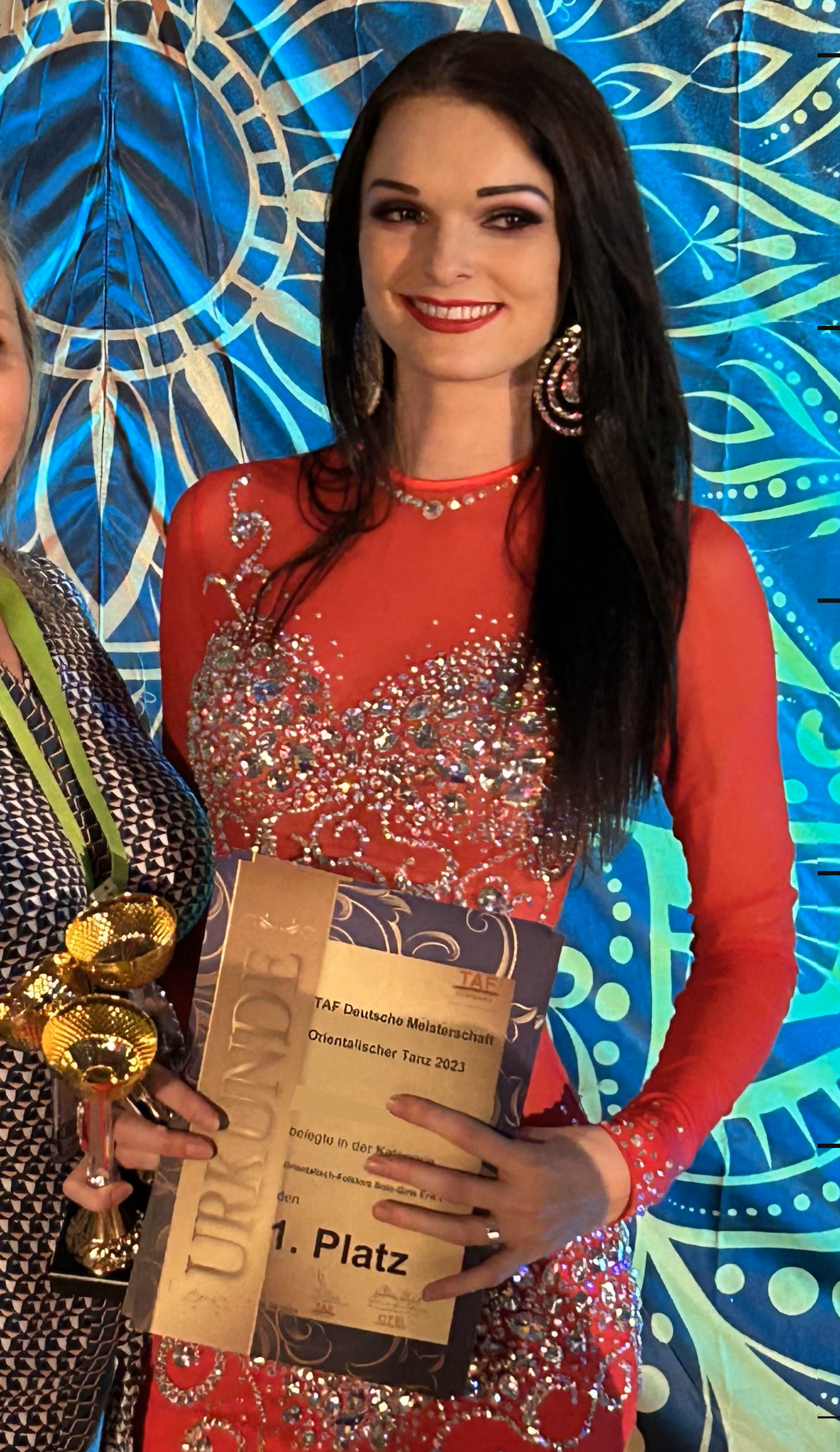
Franziska Fink bei der TAF Deutsche Meisterschaft Orientalischer Tanz 2023.

Franziska „Lina“ Fink ist eine deutsche Bauchtänzerin, Tanzpädagogin und mehrfache deutsche Meisterin in Orientalischem Tanz.

## Leben
Fink studierte an der Universität Leipzig Arabistik und Islamwissenschaft. Sie arbeitet an der Universität Leipzig als Sekretärin.

## Orientalischer Tanz
Franziska Fink tanzt Orientalischen Tanz seit ihrem 12. Lebensjahr. Mit 17 Jahren begann sie erstmals regelmäßige bezahlte öffentliche Auftritte zu absolvieren. Seit 2008 leitet sie ihre eigene Tanzgruppe, das Ensemble Lina, mit dem sie mehrfach deutsche Meisterin wurde. Ebenso ist sie Tänzerin der deutsch-syrischen Tala Dance Group.
2021 war sie Jurorin beim vom TAF Germany veranstalteten offiziellen deutschen Meisterschaftswettbewerb, dem TAF Deutsche Meisterschaft Orientalischer Tanz.
2023 gewann sie bei der TAF Deutsche Meisterschaft Orientalischer Tanz 2023 im Solo Gold in den Kategorien Folklore, Klassisch und Show/Fantasie in der Altersgruppe Erwachsene 2 sowie Gold mit ihrem Gruppen-Ensemble in der Kategorie Klassischer Tanz.
Fink ist Mitglied, Mitarbeiterin und Dozentin im Bundesverband für Orientalischen Tanz (BVOT), wo sie unter anderem die Tänzerinnen- und Trainerinnenausbildung für den Standort Leipzig verantwortet.

## Auszeichnungen
- 2023: Deutsche Meisterin des TAF Deutsche Meisterschaft Orientalischer Tanz 2023 im Solo der Kategorien Folklore, Klassisch und Show/Fantasie (Altersgruppe Erwachsene 2), sowie in Gruppen Klassischer Tanz.[7]
- 2022: Deutsche Meisterin des TAF Deutsche Meisterschaft Orientalischer Tanz 2022 in der Kategorie Gruppe Klassischer Tanz.[6]